# Tethystola mutica
Tethystola mutica är en skalbaggsart som beskrevs av Charles Joseph Gahan 1895. Tethystola mutica ingår i släktet Tethystola och familjen långhorningar. Inga underarter finns listade i Catalogue of Life.